# Krzysztof Kamil Baczyński
 Krzysztof Kamil Baczyński, (phát âm tiếng Ba Lan: [ˈkʂɨʂtɔf ˈkamil baˈt͡ʂɨɲskʲi]; nom de guerre: Jan Bugaj; 22 tháng 1 năm 1921 - 4 tháng 8 năm 1944) là một nhà thơ Ba Lan và một người lính quân đội Home, một trong những nhà thơ nổi tiếng nhất của Thế hệ Columbus, thế hệ nhà thơ trẻ người Ba Lan, trong đó một số người đã thiệt mạng trong cuộc nổi dậy ở Warsaw và trong thời Đức chiếm đóng Ba Lan.
Baczyński sinh ra tại Warsaw trong gia đình của nhà phê bình văn học nổi tiếng và là người lính của Quân đoàn Ba Lan trong Thế chiến I, Stanisław Baczyński đồng thời là giáo viên trường học Stefania Zieleńchot. Mẹ ông là một người Công giáo sùng đạo gốc Do Thái, và vì vậy bị người Đức đối xử như người Do Thái. Chú của ông, Tiến sĩ Adam Zieleńchot, đã trốn thoát khỏi Warsaw Ghetto và bị người Đức giết chết vào năm 1943.
Baczynski được rửa tội vào ngày 7 tháng 9 năm 1922 tại Warsaw. Khi còn nhỏ, ông mắc bệnh hen suyễn, tim rất yếu, luôn bị bệnh lao đe dọa. Năm 1933, ông bắt đầu học tại Gimnazjum i Liceum im. Stefana Batorego, ông tốt nghiệp vào tháng 5 năm 1939. Trong lớp của ông có những anh hùng tương lai như Szare Szeregi - Jan Bytnar (Rudy) và Tadeusz Zawadzki (Zośka). Baczynski bắt đầu sự nghiệp như một nhà thơ vào năm 1938 qua Strzała - một tạp chí được xuất bản bởi Tổ chức Thanh niên Xã hội Chủ nghĩa Spartakus. Sau khi tốt nghiệp, ông muốn tiếp tục học tại Học viện Mỹ thuật Warsaw, nhưng Thế chiến II bùng nổ đã chấm dứt những kế hoạch này.
Trong thời kỳ Đức và Liên Xô (cho đến năm 1941) chiếm đóng Ba Lan, ông tiếp tục làm việc với báo chí ngầm cánh tả, đáng chú ý nhất là với các tạp chí"Płomienie"(Ngọn lửa) và"Droga"(Way). Đồng thời, ông là một sinh viên ngôn ngữ Ba Lan tại Đại học Warsaw bí mật dưới lòng đất và trường NCOs"Agricola"của Armia Krajowa. Ông đã đảm nhận một số công việc, vào năm 1943, ông đã tham gia Batalion Zośka, sau đó ông từ bỏ việc học, dấn thân vào các hoạt động kháng chiến của Ba Lan. Trong căn hộ của mình, ông giấu nhiều vũ khí, bao gồm súng tiểu liên và lựu đạn.
Ngày 6 tháng 7 năm 1942, ông kết hôn với Barbara Drapczyńska, một đồng nghiệp của trường đại học. Một thời gian ngắn trước cuộc nổi dậy ở Warsaw, Baczyński đã đưa một bản sao của tất cả những bài thơ của mình cho một trong những người bạn của mình, để ẩn giấu tại Żoliborz. Nhờ đó, những bài thơ này vẫn còn tồn tại sau chiến tranh.
Là thành viên của Phong trào Hướng đạo Assault Groups (Harcerskie Grupy Szturmowe), Baczyński đã tham gia nhiều hoạt động cách mạng trong suốt nghề nghiệp. Một trong số đó là trật bánh của một đoàn tàu quân sự Đức vào tháng 8 năm 1944, dẫn đến việc chậm trễ giao thông trong 26 giờ trên tuyến kết nối chiến lược Warsaw- Białystok.
Sau khi cuộc nổi dậy ở Warsaw nổ ra, ông gia nhập tiểu đoàn"Parasol". Ông bị giết bởi một tay bắn tỉa người Đức vào khoảng 4 giờ chiều ngày 4 tháng 8 năm 1944 tại Cung điện Blanka ở Phố cổ Warsaw. Ông được chôn cất tại Nghĩa trang Quân đội Powązki, cùng với người vợ đang mang thai, người đã bị giết vào ngày 1 tháng 9 năm 1944. Ông đã được truy tặng Huân chương Armia Krajowa và năm 1947, Huân chương Warsaw 1939-1945.

## Baczyński trong văn hóa Ba Lan
- Bộ phim năm 1984 The Fourth Day (Dzień czwarty) kể câu chuyện về bốn ngày cuối đời của anh.
- Năm 1965, ca sĩ người Ba Lan Ewa Demarchot hát những bài thơ của Baczyński trên LP"Wiersze wojenne"[2]
- 1990 Jacek Kaczmarski: Kosmopolak -"Barykada (Śmierć Baczyńskiego)",
- 1991 Grzegorz Turnau: Naprawdę nie dzieje się nic,
- Lao Che 2005: Powstanie Warszawskie -"Godzina W"
- 2007 Zbigniew Hołdys: - Pocałunek
- 2012 Tadek (FIRMA) - Elegia o chłopcu polskim
- Bộ phim"Baczyński"năm 2013

## Tác phẩm đã xuất bản
- White Magic and Others.